# Odontopera tahoa
Odontopera tahoa là một loài bướm đêm trong họ Geometridae.